# أغطية المريخ الجليدية القطبية
South polar cap in 2000يمتلك كوكب المريخ غطاءين جليديين دائمين. خلال الشتاء عند القطبين، يحل ظلام مستمر على الغطاءين، ما يبرد السطح ويؤدي إلى ترسيب ما بين 25 و30% من الغلاف الجوي في ألواح من جليد ثاني أكسيد الكربون (الجليد الجاف). عندما يتعرض القطبين لأشعة الشمس مرة أخرى، يتسامى ثاني أكسيد الكربون المتجمد. تنقل هذه التغيرات الموسمية كميات كبيرة من الغبار وبخار الماء، ما يؤدي إلى تكون صقيع وسحاب سمحاق كما على الأرض.
يتكون الغطاءان الجليديان القطبيان من جليد الماء بشكل أساسي. يتراكم ثاني أكسيد الكربون المتجمد على شكل طبقة رقيقة نسبيًا يبلغ سمكها نحو متر واحد عند الغطاء الشمالي أثناء الشتاء الشمالي، بينما يتمتع الغطاء الجنوبي بطبقة جليد جاف دائم يبلغ سمكها نحو 8 أمتار. يبلغ قطر الغطاء القطبي الشمالي نحو 1000 كيلومتر خلال صيف المريخ الشمالي، ويحتوي على نحو 1.6 مليون كيلومتر مكعب من الجليد، ما يعني أن سمك الغطاء هو كيلومتران على افتراض أن الجليد موزع بالتساوي. (للمقارنة، يبلغ حجم الغطاء الجليدي في جرينلاند 2.85 مليون كيلومتر مكعب.) يبلغ قطر وسمك الغطاء القطبي الجنوبي 350 كيلومترًا و3 كيلومترات على التوالي. يُقدر الحجم الإجمالي لجليد الغطاء القطبي الجنوبي بالإضافة إلى رواسب الطبقات المجاورة بنحو 1.6 مليون كيلومتر مكعب. يمتلك كلا الغطاءين القطبيين أحواضًا لولبية الشكل، التي أظهر تحليلها الأخير باستخدام رادار شراد المخترق للجليد أنها تنتج عن رياح سفحية هابطة عمودية تقريبًا والتي تدور بشكل حلزوني بسبب تأثير كوريوليس.
يؤدي الصقيع الموسمي لبعض المناطق القريبة من الغطاء الجليدي الجنوبي إلى تكوين ألواح شفافة بسمك متر واحد من الجليد الجاف فوق السطح. مع وصول الربيع، تعمل أشعة الشمس على تسخين باطن السطح ويتراكم الضغط الناتج عن تسامي ثاني أكسيد الكربون تحت الألواح، ما يؤدي إلى ارتفاعه وتكسر الألواح في النهاية. هذا يؤدي إلى ثوران مماثل لنوافير ساخنة من غاز ثاني أكسيد الكربون المخلوط بالرمل البازلتى الداكن أو الغبار. هذه العملية سريعة، وقد رُصد حدوثها خلال بضعة أيام أو أسابيع أو شهور، وهو معدل تغير غير عادي إلى حد ما في الجيولوجيا - خاصة على المريخ. يحفر الغاز المندفع تحت الألواح إلى موقع النوافير نمطًا من القنوات الشعاعية تحت الجليد يشبه العناكب في شكله.
في يوليو 2018، أعلن علماء إيطاليون اكتشاف بحيرة تحت جليد المريخ، على عمق 1.5 كيلومتر (0.93 ميل) أسفل رواسب الطبقات القطبية الجنوبية (ليس أسفل الغطاء الجليدي الدائم المرئي)، بعرض 20 كيلومتر (12 ميل). هذا هو أول جسم مائي مستقر معروف على المريخ.

## الغلاف الجوي المتجمد
بينت الأبحاث المستندة على قياس التغييرات الطفيفة في مدارات المركبات الفضائية حول المريخ على مدى 16 عامًا أنه في كل شتاء، يتجمد ما بين 3 و4 تريليون طن من ثاني أكسيد الكربون في الغلاف الجوي ليترسب على الغطاء القطبي الشتوي. يمثل هذا ما بين 12 و16% من كتلة الغلاف الجوي المريخي بأكمله. تدعم هذه الملاحظات تنبؤات نموذج الغلاف الجوي المرجعي المريخي العالمي 2010. 

## الطبقات
تتمتع الطبقتان القطبيتان بملامح على شكل طبقات، تسمى الرواسب الطبقية القطبية، التي تنتج عن الإزالة والتراكم الموسميين للجليد مع الغبار بفعل عواصف المريخ الغبارية. قد توفر هذه الطبقات لمحات على المناخ السابق للمريخ، تمامًا كأنماط حلقات الأشجار وبيانات الجليد على الأرض. يظهر على الغطاءين القطبيين ميزات على شكل أخاديد، ربما تكون ناجمة عن أنماط تدفق الرياح. تتأثر الأخاديد أيضًا بكمية الغبار. كلما زاد الغبار، زادت قتامة السطح. كلما زادت قتامة السطح، زاد انصهار الجليد لأن الأسطح القاتمة تمتص الطاقة الضوئية بدرجة أكبر. هناك نظريات أخرى تحاول تفسير أصل الأخاديد الأكبر حجمًا.

## الغطاء القطبي الشمالي
يتكون الجزء الأكبر من الغطاء الجليدي الشمالي من جليد الماء. يُغطى أيضًا بطبقة رقيقة موسمية من الثلج الجاف، أي ثاني أكسيد الكربون الصلب. ينمو الغطاء الجليدي كل شتاء بمقدار يتراوح بين 1.5 و2 متر إضافي من الثلج الجاف. في الصيف، يتسامى الجليد الجاف (أي يتحول من الحالة الصلبة إلى الحالة الغازية مباشرةً) في الغلاف الجوي. يتمتع المريخ بفصول مشابهة لفصول الأرض، لأن محور دورانه يميل بدرجة قريبة من درجة ميلان محور كوكبنا (25.19 درجة للمريخ مقارنة مع 23.44 درجة للأرض).
خلال كل عام على المريخ «يتجمد» ثلث الغلاف الجوي الرقيق المكون من ثاني أكسيد الكربون (CO2) خلال فصل الشتاء في نصفي الكرة الشمالي والجنوبي. حتى أن العلماء قاموا بقياس التغيرات الطفيفة في جاذبية المريخ الناتجة عن حركة ثاني أكسيد الكربون.
يقع الغطاء الجليدي الشمالي على ارتفاع أخفض (القاعدة على ارتفاع -5000 متر، والقمة على ارتفاع -2000 متر) من الغطاء الجليدي الجنوبي (القاعدة على ارتفاع 1000 متر، والقمة على ارتفاع 3500 متر)، كما أنه أكثر دفئًا، لذلك يختفي ثاني أكسيد الكربون المتجمد كل صيف عند الغطاء الجليدي الشمالي. يُطلق على جزء الغطاء الذي لا ينصهر خلال الصيف اسم الغطاء الشمالي المتبقي وهو مكون من جليد الماء. يُعتقد أن سمك جليد الماء هذا يصل إلى ثلاث كيلومترات. يبدأ الغطاء الموسمي الأقل سمكًا في التكون بين أواخر الصيف وأوائل الخريف عندما تتشكل مجموعة متنوعة من السحب. تمطر الغيوم مشكلةً طبقة تُسمى الحاجب القطبي والتي تزيد زيادة سماكة الغطاء. الغطاء القطبي الشمالي متناظر حول القطب ويغطي السطح حتى خط عرض 60 درجة. تُظهر الصور عالية الدقة التي التقاطها ماسح المريخ الشامل التابع لناسا أن الغطاء القطبي الشمالي مُغطى بشكل أساسي بالحفر والشقوق والنتوءات الصغيرة التي تمنحه مظهر جبن قريش. الحفر قريبة من بعضها مقارنةً بالمنخفضات المختلفة جدًا في الغطاء القطبي الجنوبي.
يتمتع كلا الغطاءين القطبيين بميزات طبقية ناتجة عن الانصهار الموسمي وترسب الجليد مع غبار العواصف الترابية المريخية. تقع هذه الرواسب الطبقية القطبية تحت الغطاءين القطبيين الدائمين. قد تحمل هذه الطبقات في طياتها معلومات عن المناخ القديم للمريخ، تمامًا كما تفعل بيانات أنماط حلقات الأشجار ولب الجليد على الأرض. تظهر الأخاديد على كلا الغطاءين القطبيين أيضًا، التي ربما نتجت بفعل أنماط الرياح وزوايا سقوط أشعة الشمس، على الرغم من وجود العديد من النظريات التي يجري تطويرها. تتأثر الأخاديد أيضًا بكمية الغبار. كلما زاد الغبار، زادت قتامة السطح. كلما زادت قتامة السطح، زاد انصهار الجديد، لأن الأسطح القاتمة تمتص المزيد من الطاقة الضوئية. يمتد أحد الوديان الكبيرة، تشاسما بوريال، عبر منتصف الغطاء. يبلغ عرضه نحو 100 كيلومتر ويصل عمقه إلى كيلومترين - هذا أعمق من الاخدود العظيم على الأرض.
عندما يتغير الميل المحوري للمريخ يتغير حجم الغطاءين القطبيين. عندما يكون الميل عند أعلى درجة له، يتلقى القطبان المزيد من أشعة الشمس لساعات أكثر كل يوم. يتسبب ضوء الشمس الإضافي في انصهار الجليد، لدرجة ينخفض فيه سمك الجليد حتى 10 أمتار فقط. اكتُشفت الكثير من الأدلة على تكون أنهار جليدية عندما حدث هذا التغير المناخي الناجم عن الميل المحوري.
يُظهر بحث يعود لعام 2009 أن الطبقات الغنية بالجليد في الغطاءين الجليديين تتطابق مع نماذج تقلب مناخ المريخ. يمكن لجهاز رادار مركبة مارس ريكونيسانس أوربيتر التابعة ناسا قياس تباين الخواص الكهربائية بين الطبقات. يكشف نمط الانعكاسية عن نمط اختلافات المواد داخل الطبقات. أنتج الرادار عرضًا مقطعيًا لرواسب طبقات الغطاء القطبي الشمالي للمريخ. تتعاقب المناطق ذات الانعكاسية العالية، ذات الطبقات المتباينة المتعددة، مع المناطق ذات الانعكاسية المنخفضة. يمكن ربط أنماط تناوب هذين النوعين من المناطق بنماذج تغير ميل محور المريخ. نظرًا لأن المنطقة العليا من الرواسب في الطبقات الشمالية القطبية – التي هي أحدث جزء ترسب – هي عاكسة بقوة لموجات الرادار، يقترح الباحثون أن مثل هذه الأقسام ذات الطبقات عالية التباين تتوافق مع فترات من التقلبات الصغيرة نسبيًا في ميل محور المريخ لأنه لم يتغير كثيرًا مؤخرًا. يبدو أن الطبقات الأكثر تغبرًا ترسبت خلال فترات كان فيها الغلاف الجوي أكثر تغبرًا أيضًا.
وفقًا لبحث نُشر في يناير 2010 واستخدم صور كاميرا هايرايز، فإن فهم الطبقات أكثر تعقيدًا مما كان يُعتقد سابقًا. لا يعتمد سطوع الطبقات على كمية الغبار فقط. تؤثر زاوية سقوط أشعة الشمس وزاوية المركبة الفضائية بشكل كبير على السطوع الذي تراه الكاميرا. تعتمد هذه الزاوية على عوامل مثل شكل جدار الحوض وتموضعه. بالإضافة إلى ذلك، يمكن لخشونة السطح أن تغير الوضاءة (كمية الضوء المنعكس) بشكل كبير. بالإضافة إلى ذلك، فإن ما يُرى في كثير من الأحيان ليس طبقة حقيقية، بل غطاء جديد من الصقيع. تتأثر كل هذه العوامل بالرياح التي يمكن أن تؤدي إلى تآكل الأسطح. لم تكشف كاميرا هايرايز عن طبقات أرق من تلك التي رصدها ماسح المريخ الشامل. مع ذلك، فقد رصد المزيد من التفاصيل داخل الطبقات.
وجدت قياسات الغطاء الجليدي الشمالي باستخدام الرادار أن حجم الجليد المائي في طبقات الرواسب هو 821000 كيلومتر مكعب (197000 ميل مكعب). هذا يساوي 30% من الغطاء الجليدي في جرينلاند على الأرض (تتموضع طبقات الرواسب فوق رواسب قاعدية جليدية إضافية). الرادار موجود على متن مركبة مارس ريكونيسانس أوربيتر.
تكشف بيانات رادار شراد حفرًا مدفونة عند دمجها لتشكيل نموذج ثلاثي الأبعاد. يمكن استخدام هذه البيانات لقياس تاريخ طبقات معينة.
في فبراير 2017، نشرت وكالة الفضاء الأوروبية (إيسا) رصدًا جديدًا للقطب الشمالي للمريخ. كان عبارةً عن صورة فسيفسائية التُقطت خلال 32 مدارًا لمركبة مارس إكسبرس.

## الغطاء القطبي الجنوبي
الغطاء القطبي الجنوبي الدائم أصغر بكثير من الغطاء القطبي الشمالي. يبلغ قطر الغطاء القطبي الجنوبي 400 كيلومتر، مقارنة بقطر الغطاء القطبي الشمال البالغ 1100 كيلومتر. في كل شتاء جنوبي، يغطي الغطاء الجليدي السطح حتى خط عرض 50 درجة. يتكون جزء من الغطاء الجليدي من الثلج الجاف وثاني أكسيد الكربون الصلب. كل شتاء، ينمو الغطاء الجليدي بمقدار يتراوح بين 1.5 و2 متر إضافي من الجليد الجاف بفعل هطول الثلج من سحب الحاجب القطبي. في الصيف، يتسامى الجليد الجاف في الغلاف الجوي. خلال كل عام مريخي، «يتجمد» ثلث الغلاف الجوي الرقيق المكون من ثاني أكسيد الكربون (CO2) خلال فصل الشتاء في نصفي الكرة الشمالي والجنوبي. قاس العلماء تغييرات طفيفة في مجال جاذبية المريخ بسبب حركة ثاني أكسيد الكربون. بعبارة أخرى، يؤدي تراكم الجليد في الشتاء إلى تغيير جاذبية الكوكب. يتمتع المريخ بفصول مشابهة لفصول الأرض لأن محور دورانه يميل بزاوية قريبة من زاوية ميلان محور الأرض (25.19 درجة للمريخ، 23.45 درجة للأرض). يوجد الغطاء القطبي الجنوبي المريخي على ارتفاع أعلى وأبرد من الغطاء القطبي الشمالي.
الغطاء الجليدي الجنوبي المتبقي مُزاح؛ أي أنه لا يتمركز في القطب الجنوبي. مع ذلك، يتمركز الغطاء الموسمي الجنوبي بالقرب من القطب الجغرافي. أظهرت الدراسات أن الغطاء المُزاح عن المركز ناتج عن تساقط الثلوج على جانب واحد أكثر من الآخر. على جانب نصف الكرة الغربي من القطب الجنوبي، يتشكل نظام ضغط منخفض بسبب تغير الرياح بفعل حوض هيلاس. ينتج هذا النظام المزيد من الثلج. على الجانب الآخر، هناك ثلج أقل وصقيع أكثر. يعكس الثلج المزيد من أشعة الشمس في الصيف، لذلك لا ينصهر كثيرًا أو يتسامى (يسمح مناخ المريخ بتحول الثلج مباشرة من الحالة الصلبة إلى الحالة الغازية). من ناحية أخرى، يتميز الصقيع بسطح أكثر خشونة ويمتص المزيد من أشعة الشمس، ما يؤدي إلى مزيد من التسامي. بعبارة أخرى، تكون المناطق ذات الصقيع الخشن أكثر دفئًا.
وصف بحث، نُشر في أبريل 2011، ترسبًا كبيرًا من جليد ثاني أكسيد الكربون بالقرب من القطب الجنوبي. من المرجح أن معظم هذه الرواسب تدخل غلاف المريخ الجوي عندما يزداد ميل محور الكوكب. عندما يحدث هذا، تزداد سماكة الغلاف الجوي، وتصبح الرياح أقوى، ويمكن أن تسمح مساحات سطحية أكبر على السطح بوجود الماء في حالته السائلة. أظهر تحليل البيانات أنه في حال تحولت كل هذه الرواسب إلى غاز، سيتضاعف ضغط غلاف المريخ الجوي. هناك ثلاث طبقات من هذه الرواسب؛ مغطاة بطبقة بسمك 30 مترًا من جليد الماء تمنع ثاني أكسيد الكربون من التسامي في الغلاف الجوي. ترتبط هذه الطبقات الثلاث بفترات انهار فيها الغلاف الجوي عندما تغير مناخ المريخ.
يوجد حقل كبير من الإسكير حول القطب الجنوبي يُسمى تشكيل دورسا أرجنتيا، ويعتقد أنه بقايا طبقة جليدية عملاقة. يُعتقد أن هذه الطبقة الجليدية القطبية الكبيرة غطت نحو 1.5 مليون كيلومتر مربع. تعادل مساحة هذه المنطقة ضعف مساحة ولاية تكساس.
في يوليو 2018، اكتشفت وكالة الفضاء الأوروبية (إيسا) مؤشرات على وجود ماء مالح سائل مدفون تحت طبقات من الجليد والغبار عن طريق تحليل انعكاس نبضات رادار مركبة مارس إكسبرس.